# Farah Touchi
Farah Touchi (ur. 9 czerwca 1973) – francuska zapaśniczka walcząca w stylu wolnym. Brązowa medalistka mistrzostw świata w 1997, a czwarta w 2000. Zdobyła cztery medale na mistrzostwach Europy w latach 1997 - 2000. Trzecia na igrzyskach śródziemnomorskich w 2001. Piąta w Pucharze Świata w 2001 roku.